# Colours (singolo Donovan)
Colours è un brano musicale scritto dal cantautore scozzese Donovan. Nel 1965 venne pubblicato su singolo, il 28 maggio in Gran Bretagna dalla Pye Records (Pye 7N 15866) e qualche giorno dopo negli Stati Uniti dalla Hickory Records (Hickory 45-1324). La B-side del 45 giri fu To Sing for You (già inclusa in What's Bin Did and What's Bin Hid) nel Regno Unito, mentre negli Stati Uniti sul lato B del singolo era presente la canzone Josie (sempre tratta da What's Bin Did and What's Bin Hid).

## Il brano
Donovan diede un seguito al suo fortunato singolo di debutto, Catch the Wind, pubblicando Colours, un brano caratterizzato da uno stile folk similare. Il singolo bissò il successo di Catch the Wind in Gran Bretagna, reggiungendo la quarta posizione in classifica. Negli Stati Uniti, Colours raggiunse invece solo la posizione numero 61 e segnò il declino della popolap
rità dell'artista quale "Bob Dylan britannico". Un missaggio differente della canzone (senza armonica) venne pubblicato nel suo secondo album Fairytale.
Quando nel 1968 la Epic Records compilò la lista dei brani da inserire nella raccolta Donovan's Greatest Hits, l'etichetta si accorse di non possedere i diritti di pubblicazione delle versioni originali di Catch the Wind e di Colours. Quindi, Donovan reincise entrambe le canzoni per l'album, con l'accompagnamento di Big Jim Sullivan alla chitarra e Mickie Most come produttore discografico.

## Cover
- Joan Baez incluse una reinterpretazione di Colours nel suo album del 1965 Farewell, Angelina.
- Nel 1967, Van Dyke Parks creò un adattamento strumentale in stile ragtime di Colours per una sua canzone dal titolo Donovan's Colours, pubblicata su singolo (accreditato a George Washington Brown) ed inclusa nell'album Song Cycle.
- Donovan collaborò con il gruppo musicale spagnolo Mocedades per una reinterpretazione del brano con un testo in spagnolo e inglese, che venne inclusa nell'album Colores del 1986.
- Una reinterpretazione della canzone, pubblicata nel 1990, fu il singolo di debutto del duo art rock No-Man.[1]
- Una versione inedita di Colours del duo Jonathan & Michelle, viene allegata come bonus track nel 1996 in una ristampa su cd del loro album Jonathan & Michelle
- Finbar Furey incluse una versione di Colours nel suo omonimo album del 2012.[2]